# Nicola D'Onofrio

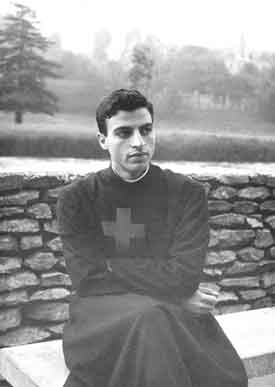
Nicola D'Onofrio

Nicola D'Onofrio (24 mars 1943, Bucchianico - † 12 juin 1964, Rome), était un jeune séminariste et religieux italien de l'Ordre des Clercs réguliers pour les malades, appelés camilliens. L'Église catholique l'a reconnu vénérable.

## Biographie
Nicola D'Onofrio naît à Bucchianico, localité qui a vu naître en 1550, saint Camille de Lellis. Fréquentant régulièrement le sanctuaire qui lui est consacré, la figure de ce saint le fascine et à l'âge de sept ans, il découvre sa vocation religieuse. Il se heurte à l'opposition de ses parents, mais finalement, à l'âge de douze ans, entre à la Maison-mère des Camilliens à Rome. En 1961, il fait vœux de pauvreté, de chasteté, d'obéissance et de service aux pauvres et aux souffrants. 
Nicola D'Onofrio est animé d'une grande piété, et s'appuie sur une grande profondeur spirituelle, que l'on perçoit dans ses écrits. Grand dévôt de sainte Thérèse de l'Enfant-Jésus, il applique tout au long de ses journées la petite voie dont elle parlait dans l'Histoire d'une âme. « Il se distinguait de ses frères dans le service aux pauvres et aux malades par la joie, la tendresse et la foi qu'il mettait à l'ouvrage », comme l'ont rapporté des témoins. 
En 1962, on lui diagnostique un cancer. Le 28 mai 1964, il fait ses vœux perpétuels. Il meurt à 21 ans, le 12 juin 1964, épuisé par la maladie, après une journée de prière incessante.

## Béatification et canonisation
- 16 juin 2000 : introduction de la cause en béatification et canonisation.
- 5 juillet 2013 : le pape François lui attribue le titre de vénérable.

## Sources
- http://nominis.cef.fr/contenus/saint/12806/Venerable-Nicola-D-Onofrio.html
- http://www.santiebeati.it/dettaglio/90068